# Imunodeficijencija
Imunodeficijencija je stanje ljudskog organizma u kojem je imunski sistem (jedna ili kombinacija neke od njegovih komponenata: ćelijska imunost, humoralna imunost, sastav komplementa, fagociti) nedovoljan ili oslabljen u borbi protiv infekcija. Imunodeficijencija može biti stečena ili sekundarna, te primarna ili nasledna.

## Primarna imunodeficijencija
Primarne imunodeficijencije su grupa retkih bolesti koje su nasledne, a uzrok je unutar imunološkog sistema. Trenutno se zna za oko 80 vrsta primarnih naslednih imundeficijencija.
Primarna imunonedostatnost može nastati usled:
1. nedostatka B-limfocita (X-vezana agamaglobuminemija, nedostatak IgA i IgG, hipogamaglobuminemija kod dece)
2. nedostatka T-limfocita (hronična mukokutana kandidijaza, nedostatak NK ćelija, idiopatska CD4 limfocitopenija). U slučajevima kada nedostaju i B i T-limfociti dolazi do nedostatka adenozin deaminaze, retikularne disgeneze i nekih oblika patuljastog rasta
3. poremećaja fagocitoze (defekti pokretanja ćelija, defekti mikrobicidne aktivnosti)
4. poremećaja komplementa (defekti komponenti komplemenata, defekti kontrolnih proteina)

## Sekundarna imunodeficijencija
Sekundarne imunodeficijencije nastaju kao posledica uzroka izvan imunološkog sistema, češće se pojavljuju od primarnih, a mogu biti uzrokovane pothranjenošću, starenjem, lekovima (npr. hemoterapija, glukokortikoidi, imunosupresivni lijekovi) ili bolestima koje mogu direktno ili indirektno uticati na imunološki sistem (npr. leukemija, limfoma, multipli mijelom). Najpoznatija sekundarna imunodeficijencija je ona uzrokovana HIV virusom, AIDS.

## Literatura
|  | Molimo Vas, obratite pažnju na važno upozorenje u vezi sa temama iz oblasti medicine (zdravlja). |